# Rey Robinson
Reynaud Syverne (Rey) Robinson (Fort Meade, 1 april 1952) is een voormalige Amerikaanse atleet, die zich had toegelegd op de sprint. Hij nam eenmaal deel aan de Olympische Spelen, maar veroverde bij die gelegenheid geen medailles.

## Loopbaan
Robinson was twintig toen hij tweede werd achter Eddie Hart op de 100 m tijdens de Olympic Trials van 1972 in Eugene. Beiden lieten toen 9,9 s voor zich registreren, waarmee zij het wereldrecord evenaarden. Hierdoor startten de twee Amerikanen als favorieten op de Olympische Spelen van 1972.
In München won Rey Robinson zijn serie in 10,56. Daarna vertrokken hij, Eddie Hart en de derde Amerikaanse sprinter Robert Taylor terug naar hun verblijven in de veronderstelling, dat hun kwartfinales ´s avonds om zeven uur zouden plaatsvinden. Dit bleek echter een blunder van hun coach Stan Wright, die was uitgegaan van een inmiddels achterhaald tijdschema. In werkelijkheid waren de kwartfinales geprogrammeerd om kwart over vier. Toen zij vervolgens in het hoofdkwartier van het Amerikaanse televisiestation ABC naar beelden op de monitor stonden te kijken, verschenen ineens de kwartfinales van de 100 m in beeld. Nadat ze eerst verbijsterd waren, brak er paniek uit bij de drie sprinters. In allerijl werden ze naar het Olympisch stadion vervoerd. Taylor was juist op tijd en werd tweede achter Valeri Borsov. Maar voor de twee anderen was het te laat, omdat hun races al gelopen waren. Taylor won een dag later de zilveren medaille.
Terwijl Eddie Hart later ten minste nog een gouden medaille kon behalen op de 4 x 100 m estafette, werd Robinson op dit nummer niet ingezet en was zijn olympisch optreden voorbij.

## Persoonlijke records
| Onderdeel        | Prestatie     | Datum       | Plaats |
| ---------------- | ------------- | ----------- | ------ |
| 100 m (handtijd) | 9,9 s (ex-WR) | 1 juli 1972 | Eugene |
| 100 m (el. tijd) | 10,26 s       | 1976        |        |
| 220 yd           | 20,8          | 1974        |        |